# Экибулак
Экибула́к (кум. Эки булакъ) — село в Буйнакском районе Дагестана. Входит в состав Эрпелинского сельсовета.

## География
Село находится на расстоянии 25 км к северу от города Буйнакск, административного центра района.

## История
В 1970 году село было частично разрушено в результате землетрясения. По этой причине часть жителей села была переселена в местность Алмало, во вновь организованный совхоз «Алмалинский», где был построен новый населённый пункт Учкент.

## Население
| 1926 | 1939 | 1970 | 1989 | 2002 | 2010 | 2021 |
| ---- | ---- | ---- | ---- | ---- | ---- | ---- |
| 130  | ↗258 | ↗596 | ↘139 | ↗187 | ↘114 | ↗240 |

### Национальный состав
По данным Всероссийской переписи населения 2021 года:
| №        | Национальность | Численность, чел. | Доля  |
| -------- | -------------- | ----------------- | ----- |
| 1        | кумыки         | 240               | 100 % |
| 1.000001 | всего          | 240               | 100 % |